# Bar à hôtesses
Pour les articles homonymes, voir Hostess.
Un bar à hôtesses, kyabakura ou hostess club est, au Japon, un établissement employant des femmes qui ont pour rôle de tenir compagnie aux clients masculins. Ce type d'établissement issu du Japon existe également dans d'autres pays asiatiques ou même extérieurs à l'Asie mais à forte population extrême-orientale. Un bar à hôtes ou host club, d'apparition plus récente, est un établissement similaire au détail près que ce sont cette fois des hommes qui s'emploient à distraire des femmes. Les hôtes et hôtesses bars sont considérés au Japon comme faisant partie du mizu shōbai ou « marché de l'eau ».

## Bar à hôtesses

### Les bars à hôtesses au Japon
Les bars à hôtesses sont appelés kyabakura (キャバクラ) au Japon. Kyabakura est une association de deux mots : kyabarē (キャバレー, cabaret) et kurabu (クラブ, club). Les hôtesses de ces clubs sont désignées comme kyabajō (キャバ嬢), littéralement club girl et sont recrutées d'après leur aspect physique ou leur personnalité. Les recruteurs (ou rabatteurs) ne travaillent pas forcément pour le club, ils peuvent travailler pour une agence spécialisée, ou être indépendants. Une fois l’hôtesse recrutée, le recruteur devient son manager et son conseiller, notamment pour négocier sa rémunération et sélectionner les meilleurs clients. Le club paie les recruteurs en fonction du physique, de l'expérience et du succès des hôtesses. À Shinjuku, l'un des quartiers chauds de Tokyo, une agence gagne entre 50 000 yens et 200 000 yens (environ 400 euros à 1 500 euros) par hôtesse recrutée, et reverse 60 à 70 % de ce montant au recruteur. Pour les clubs employant des Philippines, exploitées, le salaire de départ d'une hôtesse est de 50 000 yens par mois au maximum (460 euros) et il augmente de 10 000 yens par an.
À l'intérieur de l'établissement, des hôtesses sont aux petits soins pour leur client, dans le but de le distraire. Ici, on vend le « mensonge galant ». Les bars à hôtesses sont l'un des outils majeurs du milieu des affaires on parle alors de settai (接待). Chefs d'entreprise, cadres, politiciens sont ainsi généralement invités par des clients, et profitent d'un moment de détente dans l'ambiance feutrée de ces établissements où une hôtesse, élégante femme au foyer ou étudiante, les sert avec la plus grande attention. Elles allument leur cigarette, leur servent à boire, flattent leur ego, chantent en karaoké, dansent avec eux et entretiennent des conversations légères sur des sujets divers qu'elles n'abordent que superficiellement. Elles vont parfois jusqu'à faire semblant d'être amoureuses.
Parfois, certaines d'entre elles vivent bien grâce à un généreux bienfaiteur dont elles deviennent la maîtresse attitrée (nisogan) en échange de leur corps. Ce phénomène est cependant marginal et les relations sexuelles avec les clients normalement interdites. Les hôtesses sont des geishas des temps modernes dont le travail consiste à offrir une distraction à des employés après leur travail. Les bars à hôtesses se distinguent des clubs de striptease par le fait qu'ils ne font pas de dancing et que les hôtesses ne se déshabillent pas.
Un club emploie également une serveuse au bar, qui peut être également la gérante, appelée mama-san qui doit avoir une solide expérience des cocktails. Comme les prix de ces derniers sont plus élevés que dans les bars traditionnels et le droit d'entrée substantiel, beaucoup de ces établissements offrent un nomihōdai (飲み放題) (boisson à discrétion) pour certains breuvages — en général du shōchū.

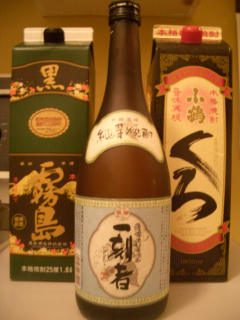
Une bouteille et deux cartonnages de shōchū japonais.

Les problèmes liés à l'alcool sont fréquents parmi les hôtesses qui doivent boire avec le client chaque soir. La plupart des hôtesses sont commissionnées au pourcentage sur les consommations appelées uriage (売り上げ)… et boivent le plus possible pour entraîner le client à faire de même.
Les employeurs sont postés au chaud, devant la porte, pour accueillir le client et s'assoient aussi loin que possible d'eux. Les photographies des hôtesses s'étalent à la devanture de l'établissement. Dans certains cas, le client peut choisir l'hôtesse qu'il souhaite mais, le plus souvent, elle lui est imposée par l'établissement. Dans d'autres cas, l'hôtesse le quittera après un certain temps ou après un certain nombre de verres en laissant une autre prendre en charge son client. Il n'est jamais question de sexe dans l'enceinte du club. Alors que la plupart des bars à hôtesses ont des rabatteurs à l'extérieur, le travail peut également échoir à une hôtesse nouvellement arrivée.
En plus de leur travail dans l'établissement, les hôtesses doivent généralement accepter des rendez-vous dōhan (同伴) avec des clients à l'extérieur et hors des horaires habituels de travail. Ce système permet une fidélisation de la clientèle par l'attachement sentimental du client à une hôtesse. Il arrive parfois que les deux partenaires aient des relations sexuelles lors de ces rencontres. Une déduction sur salaire peut être éventuellement opérée par l'employeur si l'hôtesse n'a pas suffisamment de « dōhan ».
Il existe également à Tokyo un bar à hôtesses dédié au lesbianisme.
Le métier d'hôtesse est un emploi apprécié par les jeunes femmes étrangères au Japon, notamment les Philippines. La demande est importante mais le travail d’hôtesse n'est pas autorisé au titre du visa. À partir du milieu des années 1980, beaucoup de Philippines entrent au Japon avec des visas d'artistes de spectacle, officiellement pour y travailler comme danseuses ou chanteuses, avec un record d'entrée en 2004. On parle alors parfois de « bars philippins ». Certains clubs exploitent la situation précaire et illégale de la femme.
Les risques que représentent cette industrie sont mis en exergue en 1992 lorsque Carita Ridgeway, une hôtesse australienne, est droguée puis assassinée après un « dōhan ». Puis lorsqu'en 2000 Lucie Blackman, une hôtesse anglaise, est également enlevée, violée et tuée par un client, Joji Obara. Le gouvernement japonais promet alors de sévir contre les emplois irréguliers d'étrangers dans les bars à hôtesses. En 2005, les règles concernant l'attribution des visas d'artistes de spectacle sont durcies et beaucoup de bars philippins ont dû fermer. Mais une enquête discrète réalisée en 2006 révèle que plusieurs bars à hôtesses continuaient à employer des étrangères illégalement. En 2007, le gouvernement japonais prend des mesures à l'encontre de ces établissements obligeant un certain nombre d'entre eux à fermer. Beaucoup d'hôtesses sont arrêtées et expulsées. Actuellement, ne pourraient travailler dans ce métier que les citoyennes japonaises ou les femmes possédant un visa légal d'épouse, causant une augmentation des mariages fictifs.

### Snack bars

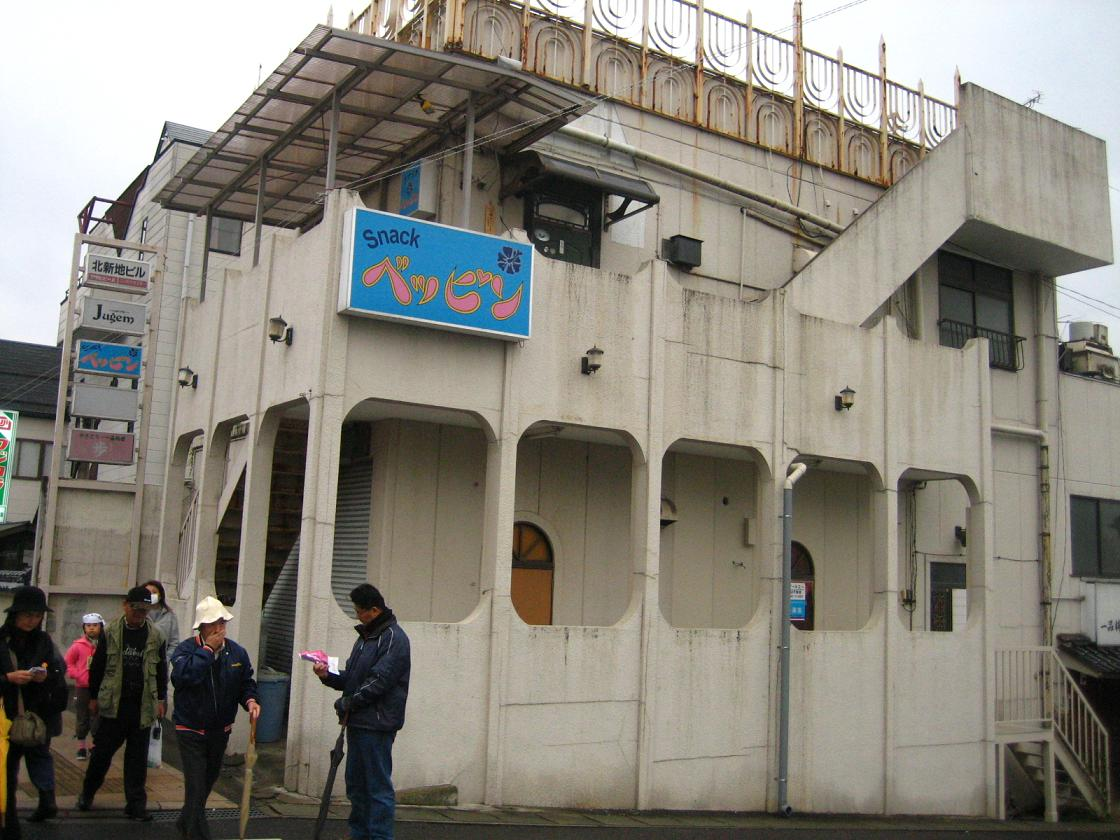
Un sunakku bā à Sukagawa, Japon. (Notez l'absence de fenêtre.)

Un snack bar (スナックバー, sunakku bā) (ou plus simplement snack) relève d'une catégorie légale différente. Contrairement au club à hôtesses, il ne nécessite pas de licence d'établissement « de mœurs ». La présence féminine y est peu nombreuse et les éventuelles serveuses ne s'assoient pas à côté des clients.
Généralement, une seule femme, que l'on appelle mama-san, prépare et sert des petits mets à grignoter et des boissons alcoolisées et bavarde avec les clients de sa place derrière le comptoir. Le forfait de base est à peu près le même dans tout le Japon et tourne autour de 3 000 yens (environ 23 euros), comprenant l'occupation de la place, une petite assiette de mets, ainsi que glaçons et eau minérale ou gazeuse à volonté[réf. nécessaire]. L'alcool peut être commandé au verre ou être acheté à la bouteille, sur laquelle le nom du client est inscrit et qui est conservée pour être consommée à volonté à chacune des venues du client.
La différence avec un bar classique est que l'on vient en premier lieu pour discuter avec la mama-san, et non pour boire.

### En dehors du Japon
Il est possible de trouver des bars à hôtesses dans d'autres pays comme Hawaï, l'île de Guam ainsi qu'en Californie. À Hawaï près de la moitié des 300 bars d'Oahu sont des bars à hôtesses et sont détenus, pour la plupart, par des Coréens de même que dans l'île de Guam.

## Les bars à hôtes
Un host club (ホストクラブ, hosuto kurabu) est l'équivalent du précédent mais destiné aux femmes. Ces dernières paient pour la compagnie d'un homme. Certains bars à hôtes sont spécialisés dans le transsexualisme femme vers homme. On trouve habituellement des bars à hôtes dans les lieux les plus fréquentés du Japon et sont réputés être particulièrement nombreux dans certains arrondissements de Tokyo tels que Kabukichō ou encore Umeda, Shibuya ou Namba à Osaka. Les clients sont des femmes riches, mariées ou célibataires qui peuvent prendre rendez-vous avec leur host préféré mais lui-même ne doit pas avoir de préférence pour l'une ou l'autre de ses clientes (tout du moins en public). Il ne doit jamais poser de question sur leur vie privée ni sur leur âge. Son rôle est de savoir la date d'anniversaire de son admiratrice, lui offrir de petits cadeaux, l'appeler au téléphone s'il ne l'a pas vue depuis un certain temps, bref lui donner l'illusion qu'il tient à elle et s'arranger pour recevoir également des cadeaux ou se faire inviter au restaurant. Un bon host ne paie ni ses vêtements ni ses repas. Autant dire que ces établissements ne sont pas à la portée de toutes les bourses. Il faut avoir les revenus d'une business-women ou d'une « gagneuse » pour se les offrir. Une autre catégorie de femmes sont les hôtesses qui travaillent dans les bars à hôtesses et qui viennent ici pour renverser les rôles et s'épancher auprès d'un garçon complaisant.
Le premier host club japonais a ouvert à Tokyo en 1966. Leur nombre est estimé à 200 en 1996 et une nuit de ce genre de distraction peut coûter entre 49 000 et 58 000 yens (environ 360-425 €). Une professeur de sociologie explique le phénomène par le manque d'écoute des japonais vis-à-vis des problèmes des femmes ainsi que par le désir des femmes de prendre soin d'un homme et d'être payées de son amour en retour.

### Personnalité de l'hôte
Il n'y a pas d'homme « mûr » dans ces établissements : ils reflèteraient trop l'image traditionnelle du « sacrifice-obéissance-ennui » ou du « père autoritaire », « tyran domestique », ou, pire, du mari-père lui ressemblant ; image à laquelle la cliente veut échapper. Ces garçons charismatiques à l'allure de play boys androgynes, imberbes, maquillés dans la plus pure tradition du gentil « minet », sont payés pour chuchoter des mots doux du genre « tu es très belle », « tu me plais », etc. dans un local baigné de musique douce et devant des boissons alcoolisées ou non. Il n'est jamais question de sexe entre le host et sa cliente ou alors, très rarement. Quoi qu'il en soit, le host pourvoit à remplir le verre de sa cliente et flirte volontiers avec elle (bien plus souvent que leurs homologues féminines). Les conversations sont enflammées et le host se doit de connaître un certain nombre de jeux d'adresse distrayants, chaque « Host » a sa manière de faire et d'être, il y a les Bad boys, les romantiques, les comiques, etc. que ce soient des tours de magie ou raconter des histoires. Ici aussi on vend le « mensonge galant ».
Ces garçons, âgés de 18 à 30 ans, utilisent un nom d'emprunt (源氏名) tiré de leur manga favori, d'un film ou d'un personnage historique et qui décrit souvent leur personnalité. Les hommes qui exercent ce métier n'ont habituellement pas pu intégrer un travail de « col blanc » ou sont attirés par un confortable revenu grâce à des commissions élevées. Alors que les bars à hôtesses emploient des rabatteurs postés à l'extérieur de l'établissement, les host sortent dans la rue pour accoster et ramener des clients appeler le nampa (drague) en leur sortant des phrases comme : On va boire un verre Princesse (Phrase fétiche du Host de base) (d'où leur sobriquet de « catch », キャッチ). Ces derniers sont le plus souvent les host les plus jeunes et sans expérience. Le host se reconnait à son teint toujours bronzé, son complet veston sombre, sa chemise à faux col, ses bijoux en argent et ses cheveux décolorés. Depuis peu, les clubs dans lesquels les hôtes arborent une tenue désinvolte connaissent un succès grandissant mais la norme reste au complet veston élégant. Cependant, ces clubs peuvent avoir une journée 私服デー (shifukudē) au cours de laquelle les host peuvent s'habiller normalement.
Le salaire est basé sur une commission ou uriage (売上), calculée sur la vente des boissons; ce qui pousse le host à boire au-delà des limites tolérées tout en cachant leur alcoolisme. En raison d'un salaire horaire de base très bas, presque tous les hommes peuvent devenir un host si l'on ne tient pas compte de son aspect physique ni de son charisme (c'est selon le bar). Les hôtes qui ne peuvent pas augmenter leur salaire de base quittent rapidement ce travail en raison du revenu très bas qu'il leur procure. L'environnement d'un host bar est extrêmement compétitif avec des milliers de yens offerts au host qui peut ainsi gagner beaucoup d'argent. Le métier de Host peut se faire en sorte de Petit boulot pour récolter une paye de plus, mais si l'on devient un Host assez populaire il devient difficile de quitter le club.

### Boissons
Beaucoup de clientes qui fréquentent les host bars sont des femmes venant d'bars à hôtesses. Elles terminent leur travail vers une ou deux heures du matin obligeant les host bar à ouvrir vers minuit et finir dans la matinée du lendemain voire à midi et les host à travailler jusqu'à épuisement. Le temps de travail a évolué sous la pression de la police. La raison en est la croissance de la prostitution (illégale) de mineurs auprès de clients qui n'arrivaient plus à honorer les dettes qu'ils avaient accumulées. Actuellement, la plupart des bars à hôtes ouvrent leurs portes vers seize heures et doivent fermer entre minuit et deux heures. Toutefois, même après la promulgation de la loi, certains bars à hôtes restent ouverts toute la nuit. Une « nouvelle stratégie » se fait jour avec le travail à l'extérieur de l'établissement. Le prix des consommations débute à 1 000 yens (environ 7,50 €) pour atteindre environ 3 millions de yens (environ 22 400 €) pour une bouteille de champagne.
Acheter une bouteille de champagne signifie payer une tournée (シャンパンコール). Les hôtes s'assemblent autour de la table pour parler, chanter ou jouer un rôle. Le champagne est bu au goulot par la cliente puis par son host préféré et enfin les autres hôtes. Une serviette est placée sous le menton de la cliente et des hôtes pendant qu'ils boivent pour prévenir les débordements. Le rituel varie d'un club à l'autre et semble avoir pris naissance avec Yoritomo, gérant du club Ryugujo à Kabukicho.
Pour certaines grandes occasions, on crée une « tour de champagne » (シャンパンタワー). Les verres sont placés en pyramide et le champagne versé dans le verre au sommet afin qu'il se répande de verre en verre jusqu'à les remplir tous. Une tour de champagne nécessite au minimum six bouteilles mais, pour une pyramide importante de sept rangées de verres, 20 bouteilles peuvent s'avérer nécessaires. Le prix à payer pour cet amusement est de 1 à 2 millions de Yens (environ 7 500 à 15 000 €) en fonction de la qualité du champagne choisi.

### Protocole
Lors de la première visite, la cliente peut choisir le premier host qu'elle désire rencontrer d'abord sur un « menu » (男メニュー). La client(e) aura tout loisir pour faire connaissance avec la plupart des hosts de l'établissement présents ce jour-là et remet à  chacun sa carte de visite. Une fois que la cliente a décidé lequel il préfère, ce dernier devient le favori (指名). Cet employé recevra un pourcentage sur les achats futurs de la cliente. 
Si un(e) client(e) porte un intérêt particulier à tel(le) ou tel(le) host/hôtesse, une bouteille de liqueur achetée deviendra propriété du/de la client(e) et sera mise de côté en attendant sa prochaine visite ou bien il/elle invitera le host à s’asseoir auprès de lui/d'elle. La plupart des établissements procèdent à la nomination d'un(e) « favori(te) définitif ». Dans ce cas il n'est pas possible de changer de host/hôtesse sauf circonstance particulière qui sera à discuter avec le club.
Le host est parfois convié à un repas ou karaoké après le travail. Ceci porte le nom d'« après » et considéré comme une façon de faire par certain(e)s. Rester longtemps à l'intérieur de l'établissement est une manière comme il faut de traiter son/sa host/hôtesse. Il est également possible d'emmener son host en excursion ou en voyage mais ce dernier ne peut suivre que son/sa client(e). Rencontrer ou communiquer avec une personne qui n'est pas sa cliente est contraire aux règles du host. Ce dernier est alors passible d'une amende ou, pire, d'un renvoi.
Il est possible d'acheter des boissons « à crédit » (掛け売り) si le/la client(e) n'a pas assez d'argent. Une copie de sa carte de crédit sera alors conservée de même que son adresse et numéro de téléphone avec la promesse de venir payer le jour de repos ou à la fin du mois. Le host est tenu pour responsable du paiement. Faire « Kaishu » (回収) est le fait de solder un compte.
Il est de mauvais goût de laisser un(e) client(e) esseulé(e) (オンリー). Il/elle ne peut parfois pas être servi(e) et se verra présenter des excuses. Un(e) client(e) qui boit et se comporte mal, fait des remarques abusives, se révèle mauvais(e) payeur/payeuse ou sème le trouble parmi les hôtes ou les autres client(e)s est appelé un « client pénible » (痛客). Ils peuvent être bannis du club.
Un baiser dans un ascenseur est appelé « ere chu » (エレチュー) de la contraction de elevator (ascenseur) et chu (bisou).

### Stratégies de travail
Le but du host est de faire croire au client qu'il est amoureux de lui (ou elle) sans qu'il soit question de sexe entre eux. Cependant, il arrive qu'ils aient des rapports sexuels pour une importante somme d'argent ou si l'host/hôtesse est réellement amoureux/amoureuse de son/sa client(e). Les chances de relations sexuelles sont d'autant plus élevées que l'host/hôtesse et son/sa client(e) se rencontrent fréquemment. Plusieurs termes qualifient l'host qui a des rapports avec sa cliente: « amour de travail coloré » (色恋営業), « amour pittoresque » (色恋), « individu coloré » (色彼), « travail de l'oreiller » (枕営業) ou « oreiller » (枕).
Il y a d'autres méthodes de « travail »: l'host peut téléphoner à sa cliente mais ce mode de communication est actuellement délaissé au profit du travail par courriel. Le host adresse régulièrement des courriels à sa cliente afin de s'assurer qu'elle revienne. Le host possède alors deux téléphones. L'un est destiné au travail, l'autre est privé.

## Films et livres

### Ouvrages de fiction
Plusieurs magazines de mode et de décoration, dont, par exemple Men's Knuckle, s'adressent à des hôtes ou à des hôtesse et, parfois également à leurs recruteur et admirateurs.
De nombreuses productions de fiction japonaises telle que les téléfilms, romans, jeux vidéo, mangas et les animes dont ils sont issus tournent autour des bars à hôtes ou hôtesses (ex: Club 9, la manga Bloodhound, Ouran High School Host Club). Ils visent une large audience et démontrent la façon dont certains clubs sont parvenus à se faire admettre en tant que partie intégrante du paysage japonais. Leur notoriété s'étend hors de frontières du Japon comme dans le roman policier intitulé Tokyo (2000) de l'auteur anglais Mo Hayder dont le personnage principal est une hôtesse britannique qui débute dans cette industrie. L'épisode Meet Market de la série américaine Les experts est filmé dans un host club version Las Vegas. Le personnage de Miyuki dans le roman Dreaming Pachinko de l'auteur américain Isaac Adamson travaille dans un host club de Ginza. La série des jeux vidéo Yakuza permet au joueur de pénétrer dans des bars à hôtes. Sa suite Yakuza 2 renferme une seconde quête qui permet au personnage de devenir un host ou de gérer un host club. Dans le drame intitulé Jotei diffusé sur les antennes de TV Asahi, l'actrice Rosa Kato interprète le personnage d'une pauvre élève du secondaire qui abandonne ses études et qui est contrainte de travailler comme hôtesse. À Tokyo, elle devient la plus connue de ce métier après que sa mère soit décédée d'un cancer non diagnostiqué. Il y a également le drama intitulé Giragira qui met en avant un homme venant de perdre son travail et revient dans le monde des hôtes pour protéger sa famille des problèmes d'argent, on y voit donc la jalousie des autres hôtes et la concurrence qu'il peut y avoir entre eux. Sans oublier le drama Misaki Number One!! qui parle d'une hôtesse qui devient professeur de lycée.

### Autres ouvrages
Histoire du Japon racontée par une hôtesse de bar (にっぽん戦後史 マダムおんぼろの生活, Nippon Sengoshi: Madamu Onboro no Seikatsu) documentaire de Shohei Imamura en 1970, qui se déroule dans la ville de Yokosuka, Kanagawa;
Le livre de l'anthropologue Anne Allison paru en 1994 sous le titre Travail de nuit: Sexualité, Plaisir et Comportement Masculin Collectif dans un bar à hôtesses de Tokyo raconte le vécu de son propre travail en tant qu'hôtesse dans un bar de Tokyo vers le milieu des années 1980. Elle décrit l'atmosphère particulière des bars à hôtesses où le machisme est « réalisé et ritualisé collectivement »;
Le documentaire du cinéaste britannique Kim Longinotto intitulé Shinjuku Boys décrit un host club du quartier Shinjuku à Tokyo où les hôtesses habillent exclusivement des hommes;
Tokyo Girls est un documentaire datant de 2000 et dans lequel quatre canadiennes partagent leurs expériences alors qu'elles travaillaient en tant qu'hôtesse au Japon;
The Great Happiness Space: Tale of an Osaka Love Thief est un documentaire sur un host club d'Osaka;
Les mémoires de Lea Jacobson, Bar Flower: Mes Jours et mes Nuits de Décadence et d'Auto destruction en tant Hostess dans une Boîte de Nuit de Tokyo ((en) Bar Flower: My Decadently Destructive Days and Nights as a Tokyo Nightclub Hostess) sont parues en 2008 en anglais.